# Caladium
Caladium is de botanische naam van een geslacht van tropische planten uit Midden- en Zuid-Amerika, met name uit Brazilië en het Amazonegebied, waar ze in de oerwouden groeien. De naam is afgeleid van het Maleise keladi, wat plant met eetbare wortels betekent. Dit komt in deze familie wel vaker voor.
Het geslacht telt een half dozijn soorten. Het loof is hart- tot pijlvormig, fijn geaderd en schitterend van kleur: wit, zilver, groen, roze en rood. De bloeiwijze is atypisch voor de aronskelkfamilie (Araceae): aan de bloeistengel zitten schutblad en bloeikolf, maar vrij onopvallend. De planten sterven in de herfst af.
Caladium-soorten zijn populair als kamer-, terras- of kasplant. Er zijn honderden verschillende cultivars geweekt, vooral van Caladium bicolor. Er zijn veel hybriden geweekt uit Caladium bicolor, Caladium picturatum en Caladium schomburgkii.